# 渡邊龍夫

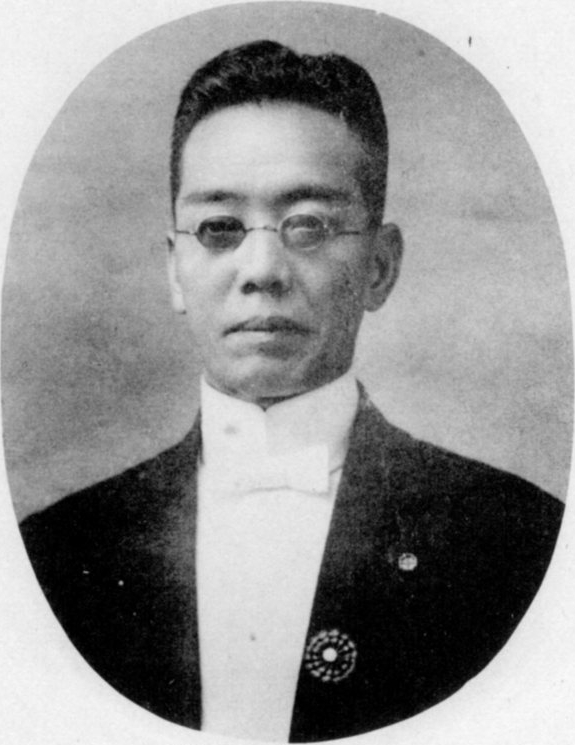
渡邊龍夫の肖像写真

渡邊 龍夫（わたなべ たつお、1868年3月7日〈慶応4年2月14日〉 - 1927年〈昭和2年〉4月28日）は、明治後期から大正にかけて活動した愛知県名古屋市の政治家・実業家である。政界では名古屋市会議員や愛知県会議員、実業界では大手電力会社大同電力の取締役などを務めた。

## 経歴
慶応4年2月14日（明治元年、新暦：1868年3月7日）、愛知県士族・渡邊永豊の長男として生まれた。1893年（明治26年）に家を継ぐ。学業は中央大学を卒業した。
役員録や人名録によると、1900年（明治33年）時点では大阪生命保険株式会社名古屋出張所長、1908年（明治41年）時点ではガラス商、1913年（大正2年）時点では木材防腐剤商として働いていたとある。また1910年（明治43年）1月、名古屋の電力会社名古屋電灯にて監査役に選ばれた。
政界では、1910年10・11月実施の第8回名古屋市会議員選挙で当選し市会議員となった。市会では1913年（大正2年）10月実施の第9回選挙、1917年（大正6年）10月実施の第10回選挙で連続して再選されており、市会議員は1921年（大正10年）10月まで3期11年にわたって務めた。また1915年（大正4年）9月、名古屋市選挙区から愛知県会議員にも当選し市会議員と県会議員を兼ねた。県会議員は1919年（大正8年）9月の改選でも再選されて1923年（大正12年）9月にかけて2期8年務めている。県会においては1915年10月から翌年11月までと1917年11月から翌年12月までの2度にわたり県会市部会の副議長、1916年（大正5年）11月より翌年11月までと1918年（大正7年）11月から翌年10月まで県参事会の構成員たる名誉職県参事会員、そして1919年10月から1923年9月まで県会副議長にそれぞれ選ばれた。
実業界では1912年5月、名港土地株式会社の設立とともに監査役として入った。同社は名古屋港埋立地での貸家事業などを行う会社で、社長は平子徳右衛門、常務は青山鉞四郎が務める。また1916年1月、下出民義・磯貝浩・大喜多寅之助らと門前町にあった尾張銀行の取締役に就任する。1910年から務める名古屋電灯監査役は1918年12月に辞任したが、その3か月前の同年9月、名古屋電灯から水力開発部門などが独立して木曽電気製鉄（社長福澤桃介）が設立されるとその取締役となった。1920年（大正9年）11月、同社が大阪送電改め大同電力に合併されると大同電力の取締役へと転じた。
尾張銀行取締役は1921年5月まで、大同電力取締役は1923年12月まで務めた。1926年（大正15年）7月より心臓病のため療養していたが、翌1927年（昭和2年）4月28日、東区平田町の自宅にて死去した。59歳没。名港土地監査役在職中であった。